# 루이스 웨인: 사랑을 그린 고양이 화가
《루이스 웨인: 사랑을 그린 고양이 화가》(영어: The Electrical Life of Louis Wain)는 2021년 공개된 영국의 전기 드라마 영화이다.

## 출연
- 베네딕트 컴버배치 - 루이스 웨인 역
  - 지미 윈치 - 어린 루이스 웨인 역
- 클레어 포이 - 에밀리 리처드슨웨인 역
- 앤드리아 라이즈버러 - 캐럴라인 웨인 역
- 토비 존스 - 윌리엄 잉그램 역
- 샤론 루니 - 조세핀 웨인 역
- 에이미 루 우드 - 클레어 웨인 역
  - 캐시아 매카시 - 어린 클레어 웨인 역
- 헤일리 스콰이어스 - 마리 웨인 역
- 스테이시 마틴 - 펠리시 웨인 역
  - 인디카 왓슨 - 어린 펠리시 웨인 역
- 피비 니컬스 - 웨인 여사 역
- 아딜 아크타르 - 댄 라이더 역
- 올리비아 콜맨 - 내래이션 (목소리)
- 타이카 와이티티 - 맥스 카세 역
- 닉 케이브 - H.G. 웰스 역
- 제이미 드메트리우 - 우드빌 주니어 역